# 吉里·贝洛拉维克
吉里·贝洛拉维克，CBE（捷克語發音：[jɪr̝iː bjɛloɦlaːvɛk]；1946年2月24日—2017年5月31日），捷克指挥家。他对捷克古典音乐的诠释有领导地位，曾两次担任捷克爱乐乐团的首席指挥（1990-1992、2012-2017），并于2006年至2012年担任BBC交响乐团首席指挥。他因演奏安东宁·德沃夏克和博胡斯拉夫·马尔蒂努等捷克作曲家的作品而享誉国际，被捷克音乐专家迈克尔·贝克曼教授誉为“捷克管弦乐最深刻的支持者”。

## 生平
吉里·贝洛拉维克出生于捷克布拉格，父亲是一名大律师及法官。幼时跟随米洛什·萨德罗学习大提琴，从布拉格音乐学院和布拉格表演艺术学院毕业后，他来到斯德哥尔摩，在指挥家塞尔吉乌·切利比达克手下学习两年。
贝洛拉维克于1970年获捷克青年指挥家比赛冠军后，在捷克爱乐乐团担任了两年的助理指挥。1972－1978年指挥布尔诺爱乐乐团，1977－1989年任布拉格交响乐团首席指挥。但当时捷克的统治者禁止他到柏林和以色列巡演。
1990年天鹅绒革命之后，贝洛拉维克接替瓦茨拉夫·诺伊曼，成为捷克爱乐乐团的首席指挥。然而仅一年后，动荡中的捷克爱乐极具争议地选出格尔德·阿尔布雷希特作为乐团下一任首席指挥，贝洛拉维克于1992年主动辞职，提前结束了任期。随后，贝洛拉维克于1994年创立了布拉格爱乐乐团，并担任乐团第一任音乐总监。当年乐团首次公开亮相后，他们开始到世界各地的音乐会上演出并录音。2004年，他还指挥了布拉格爱乐乐团在逍遥音乐会上的第一次演出。2005年，他从布拉格爱乐乐团退休并成为桂冠指挥。他于2017年5月7日与布拉格爱乐乐团举行了他们的最后一场音乐会。2003/04乐季时，贝洛拉维克曾任斯洛伐克爱乐乐团的首席指挥。
1997年，贝洛拉维克成为布拉格音乐学院的指挥教授，并于次年成为布拉格国家剧院歌剧团的首席客座指挥。他自2006年起还担任布拉格之春国际音乐节的主席。
1995至2000年间，贝洛拉维克曾任BBC交响乐团首席客座指挥，并于2006年成为该团首席指挥。2007年他带领乐团在逍遥音乐会的重头戏“最后一夜”演出，成为逍遥音乐会历史上首位非英语母语的闭幕音乐会指挥。2012年贝洛拉维克离任后成为乐团的荣誉指挥，同一年因其音乐方面的杰出贡献获颁大英帝国司令勋章。贝洛拉维克于1994年首次客座指挥鹿特丹爱乐乐团，后于2012年4月，被任命为其下一任首席客座指挥，从2012-2013乐季生效，他担任此职位直至去世。
2010年12月，贝洛拉维克再次被任命为捷克爱乐乐团的首席指挥，任期自2012-2013乐季起，初始合同为四年，并于2017年1月延长合同至2021-2022乐季，遗憾的是2017年5月31日他因癌症在布拉格逝世，享年71岁。

## 个人生活
贝洛拉维克于1971年与安娜·费耶罗娃（Anna Fejérová）结婚，育有两个女儿。